# Юпитер-С
Юпитер-С (англ. Jupiter-C) — баллистическая ракета, разработанная на основе «Юпитер-А» для испытания теплозащиты носовых обтекателей боеголовок будущих межконтинентальных ракет, которые позже должны были быть развернуты на более совершенной ракете PGM-19 Jupiter.
Принадлежащий семейству ракет Redstone, «Юпитер-С» был разработан Агентством по баллистическим ракетам армии США (ABMA) под руководством Вернера фон Брауна. Было совершено три полета «Юпитер-С».

## Юнона I

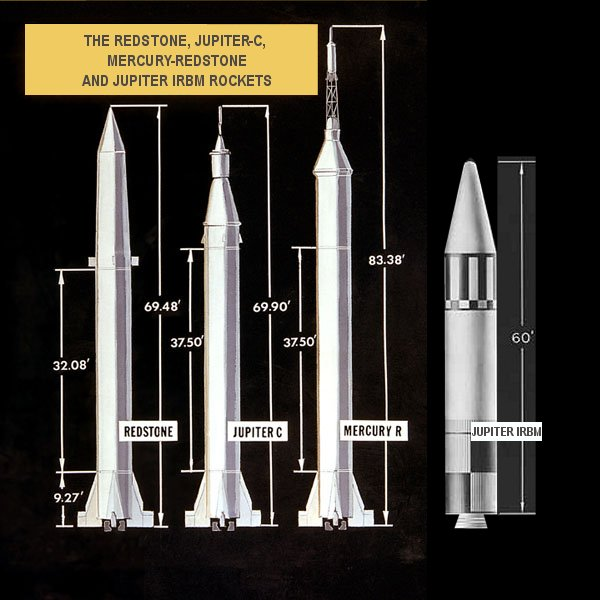
Сравнение ракет Редстоун, Юпитер-С, Меркурий-Редстоун и Юпитер

Четырёхступенчатая модификация этой ракеты была использована для запуска первого американского ИСЗ Эксплорер-1 (англ. Explorer-1). Первая ступень использовала жидкое топливо, вторая и третья были связками неуправляемых ракет Baby Sergeant на твёрдом топливе. Четвёртая ступень спутниковой версии была одиночной ракетой Baby Sergeant. Ракета, запустившая спутник, была «задним числом» названа Юнона-1 (Juno 1). Полноразмерный макет этой ракеты, а также ракет Авангард и Юнона-2, можно наблюдать в Смитсонианском музее в Вашингтоне (США).

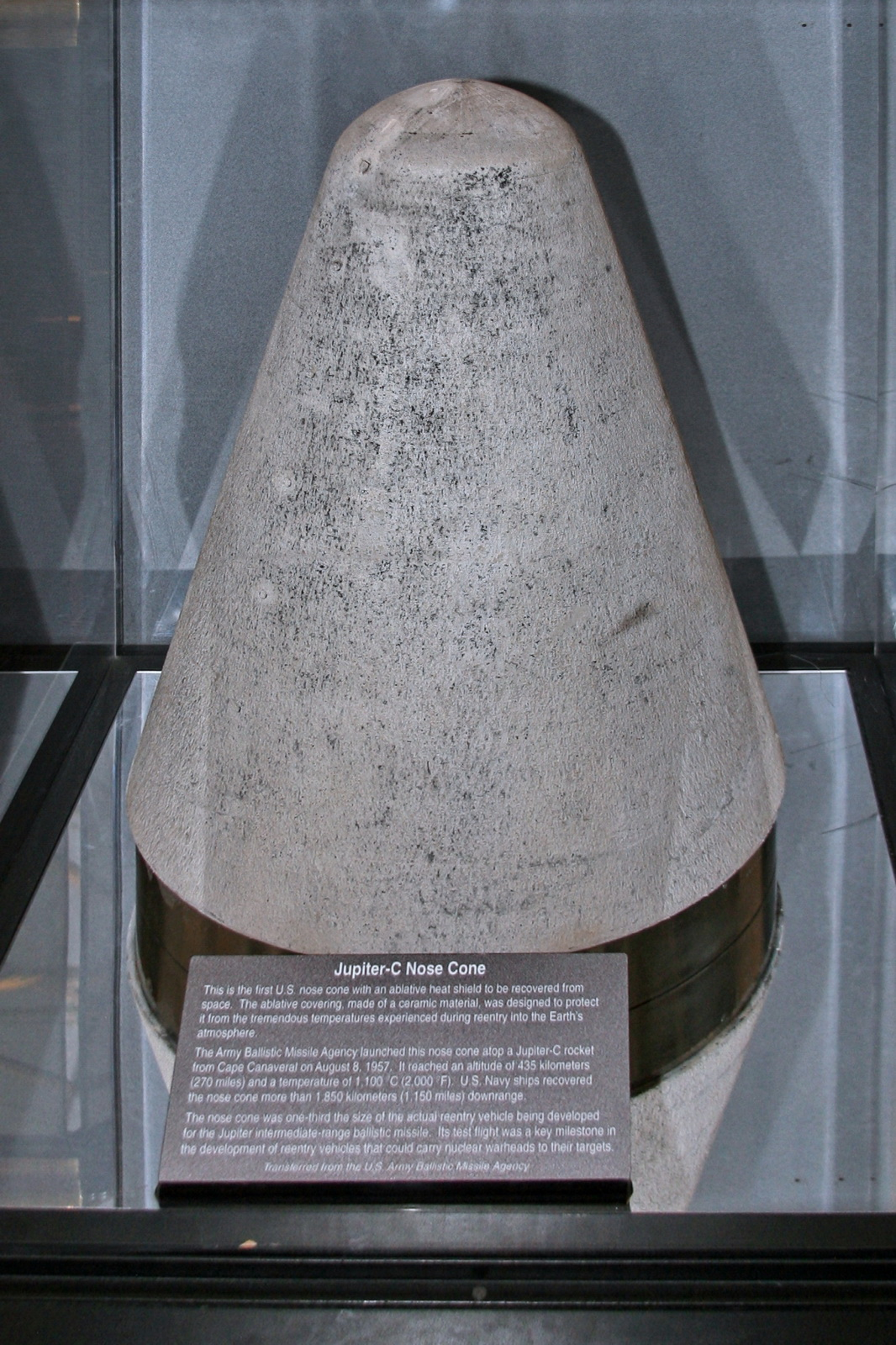
Первый американский носовой обтекатель с абляционной теплозащитой. Абляционное покрытие, выполненное из керамического материала, было разработано для защиты от высоких температур во время входа в плотные слои атмосферы. Данный обтекатель был запущен Агентством по баллистическим ракетам Армии США (ABMA) в составе ракеты Юпитер-С с мыса Канаверал 8 августа 1957 года.